# Lakhamapur, Nargund
Lakhamapur là một làng thuộc tehsil Nargund, huyện Gadag, bang Karnataka, Ấn Độ.